# SIC Caras
A SIC Caras nasceu a 6 de dezembro de 2013 e é um canal de televisão resultado de uma parceria entre a SIC e a revista Caras, ambos do Grupo Impresa. 
Este canal temático centra-se no entretenimento e celebridades com grande aposta nos magazines nacionais e internacionais da atualidade, cinema, música e nos conteúdos relacionados com o mundo do espetáculo e a vidas dos famosos. A sua programação conta com talk shows, reportagens, análises, notícias de entretenimento, entrevistas, debates, talent shows, séries, filmes e eventos especiais.
Depois de três anos em exclusivo na plataforma ZON (posteriormente, NOS), o canal chegou em 2016 à MEO, à Vodafone TV e à Nowo.
Na primeira metade da década de 2020, o canal passou a exibir séries e telenovelas turcas dobradas em espanhol - assim como o canal-irmão SIC Mulher -, o que se revelou uma aposta de sucesso.

## Direção da SIC Caras
- Diretor Geral de Entretenimento:
  - Daniel Oliveira
- Diretor da SIC Caras:
  - Nelson Furtado
- Coordenadora de Produção SIC Caras:
  - Vanda Frutuoso

## Produção própria
- Passadeira Vermelha - em exibição
- Caras em Destaque
- Café da Manhã
- Tesouras e Tesouros
- Alta Definição
- Fama Show
- Posso Entrar?
- Revistar
- O Mundo de Carolina
- A Vida Antes da Fama
- Socorro, Tenho um Negócio!
- Contra Capa
- Um Por Todas
- E-Especial
- Mapa das Estrelas

## Espaços SIC Caras
- Emoções Reais

## Telenovelas
- Rosa Fogo (novela portuguesa)
- Perfeito Coração (novela portuguesa)
- Laços de Sangue (novela portuguesa)
- Sol de Inverno (novela portuguesa)
- Rosa Diamante (novela mexicana)
- Coração d'Ouro (novela portuguesa)
- Tatlı İntikam (como "Sweet Revenge") (série turca) - em exibição (2024)[2]
- Kiralık Aşk (como "Amor Aluga-se") (2024)
- Cabo (novela mexicana) - em exibição (2025)[3]

## Programas Internacionais
- The Martha Stewart Show
- The Nate Berkus Show
- The Voice (versão americana)
- The Tudors
- American Idol T.13
- Supervivientes
- The Real Housewives of Beverly Hills

## Eventos
- Óscares
- Grammys
- Golden Globes
- Globos de Ouro
- Rock in Rio
- Miss USA
- Miss Universo
- Victoria's Secret (desfiles)
- American Music Awards
- BAFTA Film Awards
- Billboard Music Awards
- Factor X (Final)
- Festa de Verão SIC Caras

## Outros Eventos
- Proclamação de Felipe VI
- Casamento de Henrique de Gales e Meghan Markle

## Audiências
| 2014 | 2015 | 2016 | 2017 |
| ---- | ---- | ---- | ---- |
| 0,1% | 0,1% | 0,2% | 0,3% |

## Profissionais da SIC Caras
| Apresentadores                                                 | Ano             | Programas             | Estado de exibição |
| Andreia Rodrigues                                              | 2013 - 2015     | Passadeira Vermelha   | Em exibição        |
| Vanessa Oliveira                                               | 2013 - 2014     | Passadeira Vermelha   | Em exibição        |
| Liliana Campos                                                 | 2015 - presente | Passadeira Vermelha   | Em exibição        |
| Ana Marques                                                    | 2013 - presente | Posso Entrar?         | Em exibição        |
| Cláudia Borges                                                 | 2013            | Posso Entrar?         | Em exibição        |
| Rita Andrade                                                   | 2013            | Posso Entrar?         | Em exibição        |
| Iva Lamarão                                                    | 2020            | Posso Entrar?         | Em exibição        |
| Carolina Patrocínio                                            | 2013 - 2014     | O Mundo de Carolina   | Terminado          |
| Sofia Cerveira e Rui Pedro Tendinha                            | 2015            | O Mundo dos Óscares   | Terminado          |
| Cláudio Ramos                                                  | 2015 - 2019     | Contra Capa           | Terminado          |
| Mariama Barbosa                                                | 2016 - 2022     | Tesoura e Tesouros    | Terminado          |
| João Paulo Sousa e Luísa Barbosa                               | 2016            | Insólitos nos Óscares | Terminado          |
| Cláudia Borges                                                 | 2020 - 2021     | Fica Bem              | Terminado          |
| Sofia Arruda (com a colaboração de Inês Mocho e Pedro Crispim) | 2021 - presente | Look@Me               | Em exibição        |
| António Leal e Silva e Catarina Miranda                        | 2024            | Ponto Sem Nó          | Em exibição        |
| Carolina Ortigão                                               | 2024 - presente | Ponto Sem Nó          | Em exibição        |